# Nypon förlag
Nypon förlag är ett specialförlag för språkutveckling. Utgivningen omfattar pedagogiskt material och lättläst litteratur som stödjer barn, ungdomar och vuxna i deras språkutveckling. Förlaget grundades 2009. Sedan 2018 är det en del av Studentlitteratur.

## Historik
Nypon förlag har sin huvudredaktion i Helsingborg och drivs av förlagschefen Lena Maria Nordstrand. Förlaget bildades 2009 som en filial till det danska Special-Pædagogisk Forlag, SPF. Ambitionen var att få fler människor delaktiga i samhället och demokratin.
I februari 2010 lanserades den första lättlästa utgivningen som bestod av tio titlar på svenska. Samtidigt presenterades ett sortiment av lättlästa oöversatta engelska titlar. Sedan dess har det två gånger per år kommit nya lättlästa böcker på svenska, engelska samt pedagogiskt material som stödjer barn i deras språkutveckling. Förlaget ger även ut ljudböcker samt vissa av sina titlar på andra språk än svenska, till exempel arabiska, dari, persiska, pashto, polska, somaliska och tigrinska. Den primära målgruppen för böckerna är dyslektiker, människor med koncentrationssvårigheter eller en kognitiv funktionsnedsättning, och nyanlända flyktingar.
Mellan åren 2014 och 2016 ökade Nypon förlag sin utgivning med 100 procent.
År 2012 startade Lina Nordstrand Vilja förlag som en del av Nypon förlag. Vilja förlag ger ut lättlästa böcker för vuxna på både svenska och engelska. Den första utgivningen kom i augusti 2012 och bestod av tio titlar.
2018 offentliggjordes av Studentlitteratur köper Nypon förlag. Via det större förlaget kommer Nypon förlag att även ha möjligheter att bygga digitala plattformar.

## Utgivna böcker (urval)
Listan nedan är ett urval av förlagets utgivna titlar:
- Mytiska väsen - Sjöjungfrur, Linda Ågren (2023)
- Kyssas typ, Mårten Melin, (2011)
- Festen, Catrin Ankh, (2011) Illustratör: Stefan Lindblad
- Erik tester bilar, Torsten Bengtsson, [2011) Illustratör: Jonas Anderson
- Erik åker skoter, Torsten Bengtsson, (2011), Illustratör: Jonas Anderson
- Erik seglar, Torsten Bengtsson, (2011) Illustratör: Jonas Anderson
- Erik på cirkus, Torsten Bengtsson, (2011) Illustratör: Jonas Anderson
- Erik blir rädd, Torsten Bengtsson, (2010) Illustratör: Jonas Anderson
- Erik kör cross, Torsten Bengtsson, (2010) Illustratör: Jonas Anderson
- Big Bang Torsten Bengtsson
- Så sjukt kär, Mårten Melin, (2010)
- Du är ett moln, Mårten Melin, (2010)
- Är det någon där?, Christina Wahldén, (2010)
- Den öde stranden, Tomas Dömstedt, (2010)
- En blodig knoge, Thomas Halling, (2010)
- Liv och ön, Kirsten Ahlburg, (2010)
- Liv och Kaj, Kirsten Ahlburg, (2010)
- Tora möter en rövare, Kirsten Ahlburg, (2010)
- Tora går vilse, Kirsten Ahlburg, (2010)
- Rolf får ett paket, Rune Fleischer, (2010)
- Rolf klipper håret, Rune Fleischer, (2010)
- Alva i teve, Kirsten Ahlburg, (2010)